# David Bloor
David Bloor (* 1942, Derby, Anglie) je anglický filozof a sociolog vědy a poznání, hlavní tvůrce tzv. silného programu sociologie vědy.
Studoval matematiku a filozofii na University of Keele a experimentalní psychologii na Trinity College v Cambridge, kde promoval v roce 1966. Doktorát v oboru psychologie získal na University of Edinburgh v roce 1972.
Od roku 1992 je v Edinburghu vedoucím mezioborového univerzitního programu Science Studies Unit.
Zaměřuje se především na sociologii vědy a vědeckého poznání, filozofii a patří k hlavním osobnostem tzv. nové sociologie vědy.
Je jedním z tvůrců silného programu (strong program), který vznikl v 70. letech 20. století jako reakce na myšlenky „slabého“ programu (Karl Popper, Imre Lakatos). Ten vysvětloval chybná přesvědčení (a v důsledku hypotézy, které se nepotvrdily) sociálními faktory. Silný program tuto myšlenku rozšířil: všechna přesvědčení (ve vědě hypotézy, teorie) jsou ovlivněna sociálními faktory (tedy nejen ta chybná). Na Bloorově programu je částečně založena i „konkurenční“ teorie sítí aktérů Bruno Latoura.

## Silný program Davida Bloora
Snaha o to, aby sociologie vědy studovala, jak se věda dělá, jak produkuje vědění, a to bez ohledu na to, zda produkuje pravdu, nebo omyl.
Sociologie vědy by měla zaměřit svou pozornost spíše na obsah a povahu vědeckého poznání než, jak tomu bylo dosud, na sociální kontexty, ve kterém poznání vzniká (vědecké týmy, organizace, společenství…). Navrhuje také přestat rozlišovat mezi vědeckým a nevědeckým, protože hranice není vždy jasná.
- kauzalita sociologie vědy - studuje podmínky, které vedou k určitým přesvědčením (nejen sociální, ale i další faktory)
- nestrannost sociologie vědy - má vysvětlovat nejen vědecké omyly, ale i pravdu
- symetrie sociologie vědy - s pravdou i omyly je nutné zacházet stejně
- reflexivita: principy sociologie vědy by mělo být možné aplikovat i na ni samotnou

### Kritika silného programu
Mezi hlavní kritiky patří Bruno Latour a Michel Callon, kteří kritizují zejména Bloorův návrh symetričnosti - podle nich není stále dostatečně symetrický - zkoumá pouze to, jak společnost pravdivě nebo chybně poznává přírodu, resp. jak je příroda sociálně konstruovaná. Podle Latoura je ale nutné studovat také to, jak příroda kostruuje společnost. Měli bychom se snažit stát „vně“ a popisovat, jak se příroda a společnost vzájemně ovlivňují.

## Hlavní díla
- Knowledge and Social Imagery, Routledge, 1976; 2nd edition Chicago University Press, 1991
- Wittgenstein: A Social Theory of Knowledge,Macmillan and Columbia, 1983
- David Bloor, Barry Barnes, John Henry; Scientific Knowledge: A Sociological Analysis, Athlone and Chicago University Press, 1996
- Wittgenstein: Rules and Institutions, Routledge, 1997